# Roland Rotty
Roland Rotty, né le 25 avril 1940, est un ancien joueur et entraîneur de football belge, surtout connu pour ses passages au Cercle de Bruges. Il entraîne dans plusieurs clubs de Promotion, et dirige l'équipe première du Cercle durant environ un an, et termine sa carrière de 2008 à 2010 en tant que directeur sportif.

## Carrière
Roland Rotty rejoint le Cercle de Bruges dès 1952 et évolue dans les différentes catégories d'âge, mais il ne joue jamais en équipe première. Il se consacre rapidement à l'entraînement des jeunes du Cercle, fonction qu'il exerce pendant plusieurs années. En 1983, il est nommé à la tête du KFC Eeklo, un club de Promotion. Le club termine vice-champion, à 4 points du Germinal Ekeren. Il ne prolonge pas l'expérience au terme de la saison, mais grâce aux bases qu'il a apportées au club, Eeklo sera champion l'année suivante, et rejoindra même la Division 2 en 1987.
C'est également en 1987 que Roland Rotty revient au Cercle de Bruges, en tant qu'adjoint de René Taelman. Après un début de saison catastrophique, ce dernier est licencié après huit matches, et Rotty le remplace comme entraîneur principal. Il parvient à effacer les mauvais résultats et mène le Cercle à la septième place finale, à six points de la sixième place, qualificative pour la Coupe UEFA. La saison suivante n'est pas aussi bonne, et à la mi-saison, il est à son tour licencié et remplacé par Han Grijzenhout.
Roland Rotty reprend alors du service en Promotion. D'abord au SK Torhout en 1990, puis un an plus tard au KFC Izegem, où il ne reste également qu'une saison.
Il occupe de 2008 à 2010 le poste de directeur sportif au Cercle de Bruges, fonction qui disparaît de l'organigramme de l'association à l'arrivée de Bob Peeters, moment choisi par la direction brugeoise pour adapter son organisation interne. La direction lui propose de superviser le scouting en Europe pour le Cercle, mais il préfère décliner, prendre sa retraite et passer plus de temps avec sa petite-fille Isabelle, ne se voyant pas parcourir le continent chaque semaine à 70 ans.